# Брусаков, Святослав Анатольевич
Святослав Анатольевич Брусаков (род. 18 февраля 1963) — российский управленец, глава администрации города Керчи.

## Биография
Родился 18 февраля 1963 года.
С июня по август 1980 года работал рыбообработчиком на Керченском рыбообрабатывающем филиале Керченского управления океанического рыболовства. В 1982 году закончил Ейский морской рыбопромышленный техникум по специальности «Технология рыбных продуктов» с присвоением квалификации «техник-технолог».
В мае 1982 года устроился на работу мастером по обработке рыбы на объединении «Новороссийский рыбпром», откуда ушёл спустя два года. С мая 1984 по январь 1987 года поочерёдно работал мастером и бондарем в рыболовецком колхозе им. Первого Мая «Крымрыбакколхозсоюза». Следующие два с половиной года провёл на различных должностях в стенах предприятий производственного объединения рыбной промышленности «Керчьрыбпром».
В 1990 году закончил Калининградский технический институт рыбной промышленности и хозяйства по специальности «Технология рыбных продуктов» присвоена квалификация инженера-технолога.
После года работы в лаборатории Керченского филиала своей альма-матер Брусаков на протяжении восьми лет строил карьеру в керченских рыболовецких колхозах, пройдя путь от старшего мастера до председателя правления одного из предприятий.
09.1999 — 08.2003 — директор Керченского филиала фирмы «Виста», 01.2003 — 04.2005 — директор частного предприятия «Азовский союз», 05.2005 — 08.2006 — заместитель директора ООО «Мед-сервис Крым», 08.2006 — 09.2007 — директор Керченского филиала ООО «Мед-сервис Крым».
09.2007 — 10.2007 — начальник управления капитального строительства Керченского городского совета, 10.2007 — 08.2012 и 01.2013 — 06.2014— заместитель городского головы по вопросам деятельности исполнительных органов совета Керченского городского совета.
07.2014 — 01.2020 — главный консультант отдела организационно-методического и правового обеспечения аппарата Избирательной комиссии Республики Крым — председатель территориальной избирательной комиссии города Керчи, 01.2020 — 08.2021 — главный консультант отдела обеспечения избирательного процесса организационного управления аппарата Избирательной комиссии Республики Крым — председатель территориальной избирательной комиссии города Керчи.
08.2021 — 09.2021- первый заместитель главы администрации города Керчи. Одновременно с 6 августа 2021 по 30 сентября 2021 года — врио главы администрации города Керчи. Ранее исполняющей обязанности главы администрации Керчи была назначена Екатерина Федоренко, после того как 22 июля 2021 занимавший должность главы администрации Керчи Сергей Бороздин подал в отставку. С октября 2021 — по н.в. — С. А. Брусаков глава администрации города Керчи.
Член партии Справедливая Россия — за Правду с 2014 года. Президент местной общественной организации «Федерация спортивной борьбы города Керчи» с апреля 2015 года.
Включён Украиной в санкционные списки.

## Награды
- Заслуженный строитель Автономной Республики Крым (2013)[4]
- Медаль «За доблестный труд» (9 февраля 2023) — за высокие достижения в труде в области культурного развития Республики Крым и в связи с 60-летием со дня рождения[5]
- Медаль «За защиту Республики Крым» (2023)[6]